# Bakousa hendersoniana
Bakousa hendersoniana е вид ракообразно от семейство Gecarcinucidae.

## Разпространение
Видът е разпространен в Индонезия (Калимантан).